# Geertgen tot Sint Jans
Geertgen tot Sint Jans, tevens bekend als Gerrit van Haarlem was een Nederlands schilder, actief in Haarlem aan het eind van de vijftiende eeuw.

## Levensloop
Over zijn leven is weinig bekend. Hij zou in Leiden geboren zijn rond 1460/1465. Volgens Karel van Mander, in zijn Schilderboeck, was hij een lekenbroeder in het klooster van Sint Jan in Haarlem (waaraan hij zijn naam 'tot Sint Jans' dankte), was hij een leerling van Albert van Ouwater en stierf hij jong, op ongeveer achtentwintigjarige leeftijd.
Slechts twee panelen, geschilderd als beide zijden van een zijluik voor een altaarstuk voor de Janskerk in Haarlem en nu in het Kunsthistorisches Museum van Wenen, zijn met zekerheid van zijn hand. De stijl ervan is echter zo kenmerkend – slanke, popperige figuren met nogal eivormige hoofden met lang voorhoofd – dat een vijftiental andere schilderijen met wisselende zekerheid aan hem kunnen worden toegeschreven. Daarvan zijn er zes die in stijl sterk overeenkomen met de twee panelen uit Wenen, namelijk Opwekking van Lazarus, Johannes de Doper in de wildernis, Geboorte van Christus, Christus als Man van smarten, Maria met Kind en Aanbidding door de koningen (Cleveland). Andere aan Geertgen toegeschreven schilderijen zijn wellicht door hem op vroege leeftijd geschilderd, of door kunstenaars uit zijn omgeving gemaakt.

## Werken
Dit is een lijst van werken die worden toegeschreven aan Geertgen tot Sint Jans en zijn atelier.
| Afbeelding | Titel                                                                                                  | Afmetingen h x b (cm) | Techniek                      | Verblijfplaats                                                |
| ---------- | --- | --------------------- | ----------------------------- | ------------------------------------------------------------- |
|            | De bewening van Christus                                                                               | 175 x 139             | olieverf op paneel            | Wenen, Kunsthistorisches Museum                               |
|            | De lotgevallen van de beenderen van Johannes de Doper                                                  | 172 x 139             | olieverf op paneel            | Wenen, Kunsthistorisches Museum                               |
|            | De opwekking van Lazarus                                                                               | 125 x 97              | olieverf op paneel            | Parijs, Musée du Louvre                                       |
|            | Johannes de Doper in de wildernis                                                                      | 42 x 28               | olieverf op paneel            | Berlijn, Gemäldegalerie                                       |
|            | De geboorte bij nacht                                                                                  | 34 x 25,3             | olieverf op paneel            | Londen, National Gallery                                      |
|            | Christus als Man van Smarten of Nood Gods                                                              | 24,5 x 24             | olieverf op paneel            | Utrecht, Museum Catharijneconvent                             |
|            | Maria met kind                                                                                         | 11,8 x 8,7            | olieverf op paneel            | Milaan, Pinacoteca Ambrosiana                                 |
|            | De aanbidding van de koningen (Cleveland)                                                              | 30,1 x 19,4           | olieverf op paneel            | Cleveland, Cleveland Museum of Art                            |
|            | De aanbidding van de koningen (Amsterdam) (Geertgen en/of atelier)                                     | 91,5 x 72             | olieverf op paneel            | Amsterdam, Rijksmuseum                                        |
|            | De aanbidding van de koningen (Praag) met De verkondiging (Geertgen en atelier ?) + Fragment met Jozef | 111,2 x 69,5          | olieverf op paneel (triptiek) | Praag, Národní galerie Frankfurt am Main, Historisches Museum |
|            | De heilige maagschap (atelier of navolger)                                                             | 137,2 x 105,8         | olieverf op paneel            | Amsterdam, Rijksmuseum                                        |
|            | Maria met kind (Hollitscher-Madonna) (atelier of navolger)                                             | 83 x 53,5             | olieverf op paneel            | Berlijn, Gemäldegalerie                                       |
|            | De boom van Jesse (atelier of navolger)                                                                | 89 x 59               | olieverf op paneel            | Amsterdam, Rijksmuseum                                        |
|            | Linkerluik: Kruisiging van Christus (atelier of navolger)                                              | 26,8 x 20,5           | olieverf op paneel            | Edinburgh, National Gallery of Scotland                       |
|            | Rechterluik: De verheerlijking van Maria (atelier of navolger)                                         | 26,8 x 20,5           | olieverf op paneel            | Rotterdam, Museum Boijmans Van Beuningen                      |
|            | Sint-Bavo (waarschijnlijk een fragment van een drieluik) (Geertgen of navolger)                        | 81 x 52               | olieverf op paneel            | Sint-Petersburg, Hermitage                                    |